# Домбровская, Кристина
Кристина Домбровская (пол. Krystyna Dąbrowska; род. 5 декабря 1973, Соколув-Подляски) — польская шахматистка, гроссмейстер среди женщин (1994), чемпионка Польши по шахматам среди женщин (1992).

## Биография
В шахматы начала играть в возрасте девяти лет. Быстро выдвинулась в число лучших молодых шахматистов Польши. В возрасте двенадцати лет победила на юношеском чемпионате Польши по шахматам среди девушек в возрастной группе U16. В 1988 году дебютировала на чемпионате Польши по шахматам среди женщин и победила на юношеском чемпионате Европе по шахматам среди девушек в возрастной группе U16. В 1989 году победила на юношеском чемпионате мира по шахматам среди девушек в возрастной группе U16. В 1991 году победила в чемпионате Польше по шахматам среди девушек в возрастной группе U18. В 1992 году победила на чемпионате Польши по шахматам среди женщин и на чемпионате мира среди девушек в возрастной группе U20. В 1993 году в Джакарте участвовала в межзональном турнире, в котором заняла 15-е место. В том же году на международных турнирах по шахматам в Гамбурге и в Дрездене выполнила нормы международного гроссмейстера среди женщин. В 1994 году ФИДЕ присвоила ей это звание (WGM). Была четвертой шахматисткой Польши, которая стала гроссмейстером. Представляла Польшу на трех шахматных олимпиадах (1990—1994) и на командном чемпионате Европы по шахматам (1992). В 2000 году в последний, в десятый раз приняла участие в чемпионате Польши по шахматам среди женщин. С 2001 года редко принимает участие в шахматных турнирах.

## Изменения рейтинга
| График не отображается по техническим причинам. Чтобы исправить это, воспроизведите график в новом формате, если это возможно. |